# Ziegelrodaer Forst

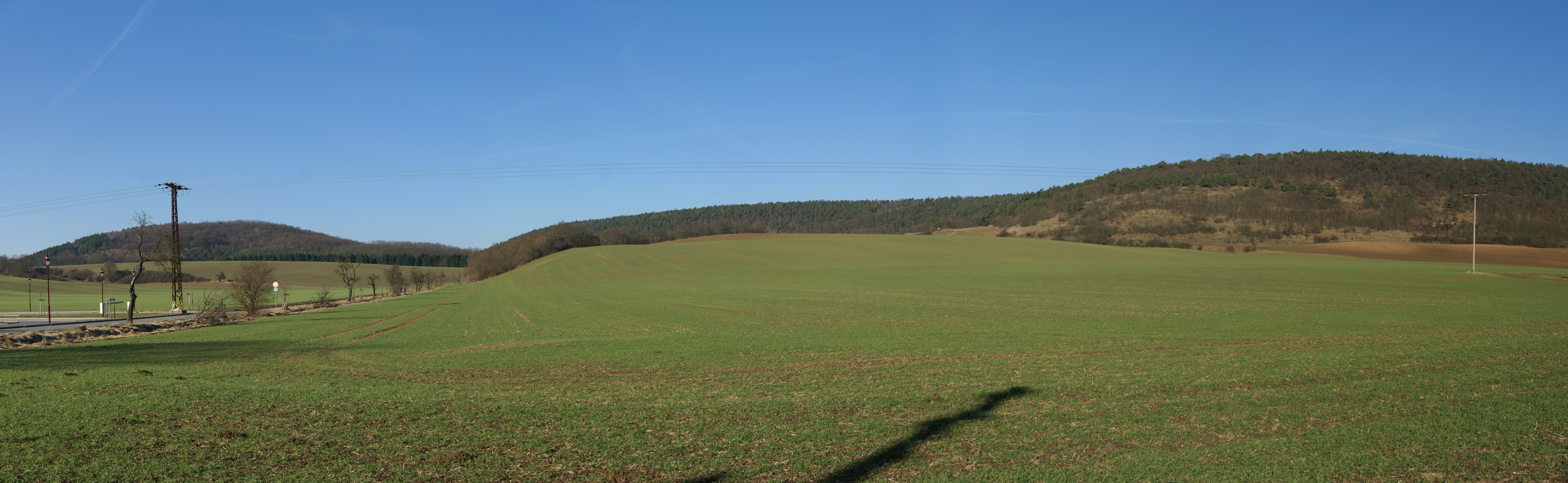
Der südliche Ziegelrodaer Forst bei Wangen

Der Ziegelrodaer Forst ist ein größtenteils in Sachsen-Anhalt, an der Grenze zu Thüringen liegendes, ca. 8200 Hektar großes Waldgebiet. Es erstreckt sich von der Stadt Nebra an der Unstrut im Südosten bis nach Allstedt im Nordwesten.
Die größte Ausdehnung in Nord-Süd-Richtung beträgt etwa 18 km, in Ost-West-Richtung 12 km.
Namensgebend ist das auf einer großen Lichtung im Zentrum des Forstes gelegene Dorf. Seit 2004 ist Ziegelroda ein Ortsteil von Querfurt.
Der überwiegende Teil des Gebiets ist Bestandteil des Naturparks Saale-Unstrut-Triasland.

## Natur und Geographie
Der Forst befindet sich auf dem Ziegelrodaer Buntsandsteinplateau, welches sich westlich an die Querfurter Platte anschließt. Naturraummäßig wird er dem Unteren Unstrut-Berg- und Hügelland zugerechnet.
Die wellige, von Taleinschnitten durchzogene Landschaft erreicht Höhen bis 298,4 m (namenloser Berg nördlich von Ziegelroda) über NN. Am Südrand, wie z. B. im Naturschutzgebiet „Steinklöbe“, fällt das Gelände steil zum Tal der Unstrut bis auf eine Höhe von 120 m über NN ab.

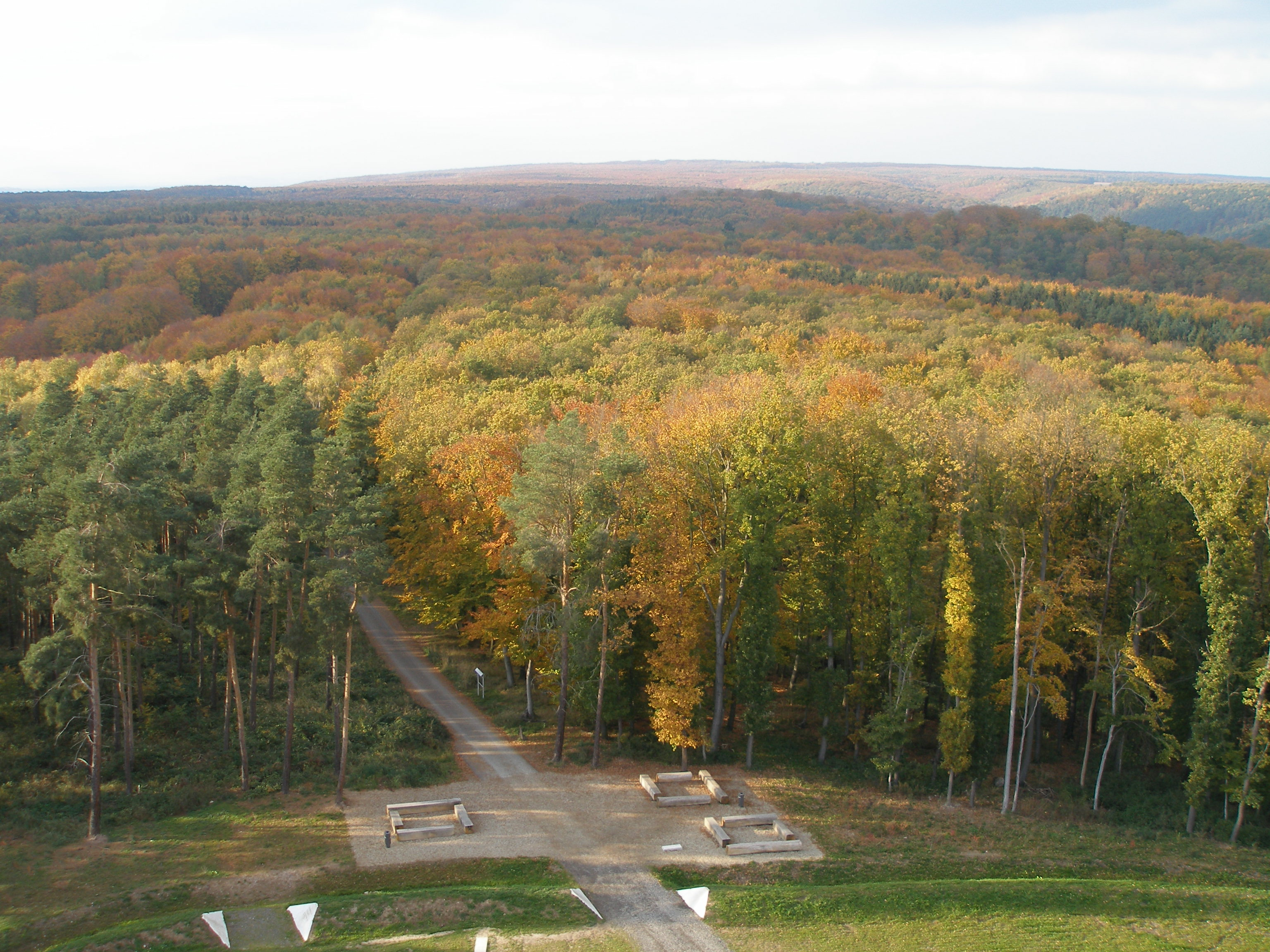
Blick vom Mittelberg über den Ziegelrodaer Forst

Weitere Erhebungen und Berge sind der Höhe nach:
- Kahler Berg (296,2 m), bei Landgrafroda
- namenloser Berg (291,3 m), nördlich von Landgrafroda
- Sandberg (286,3 m), südlich von Ziegelroda
- Teichberg (263,1 m), westlich von Weißenschirmbach
- Mittelberg (252,2 m), nordwestlich von Wangen

Der Baumbestand besteht zu etwa 80 % aus Laubwald, der von Traubeneichen und Rotbuchen dominiert wird. Im Wald ist Rot-, Schwarz- und Rehwild anzutreffen.
Natürliche Fließgewässer im Norden des Gebiets sind die Querne, der Schmoner Bach sowie der Kriebuschbach. Der südliche Forstteil ist von Trockentälern geprägt.
Im Ziegelrodaer Forst gibt es einen größeren Bestand der Märzenbecher. Eine derartige Konzentration dieser Pflanzen, die auf der Roten Liste gefährdeter Arten steht ist nicht häufig. Vergleichbar ist sie u. a. mit der am Leinewehbach Goldschau (Osterfeld).

## Geschichte
Das gesamte Gebiet ist reich an prähistorischen Bodendenkmalen.
Es finden sich z. B. Spuren neolithischer und bronzezeitlicher Grabanlagen sowie Reste von Wallburgen.
Der im Süden des Forstes gelegene Mittelberg wurde als Fundstelle der Himmelsscheibe von Nebra bekannt. Unweit davon befindet sich bei der Ortschaft Wangen seit 2007 das dazugehörige Informations- und Besucherzentrum Arche Nebra.
Die Nähe zur Kaiserpfalz Memleben legt die Vermutung nahe, dass bereits im Mittelalter das Gebiet zur Jagd genutzt wurde. Aus Berichten geht hervor, dass spätestens seit dem 17. Jahrhundert der Wald Jagdrevier der Herzöge von Sachsen-Weißenfels war. Zeugen aus dieser Zeit sind das als Jagdhütte erbaute sogenannte Prinzenhäuschen mit der Jahreszahl 1728 sowie der Prinzenstein von 1907. Nach dem Wiener Kongress 1815 kam der südöstliche Teil zu Preußen und war bis 1918 königlicher Forst. Der Nordwesten gehörte zum Großherzogtum Sachsen-Weimar-Eisenach.

## Verkehr und Touristik
Der Forst ist mit ausgeschilderten Wald- und Wanderwegen erschlossen.
Am Südrand befindet sich in Wangen ein Haltepunkt der Unstrutbahn Naumburg - Artern.

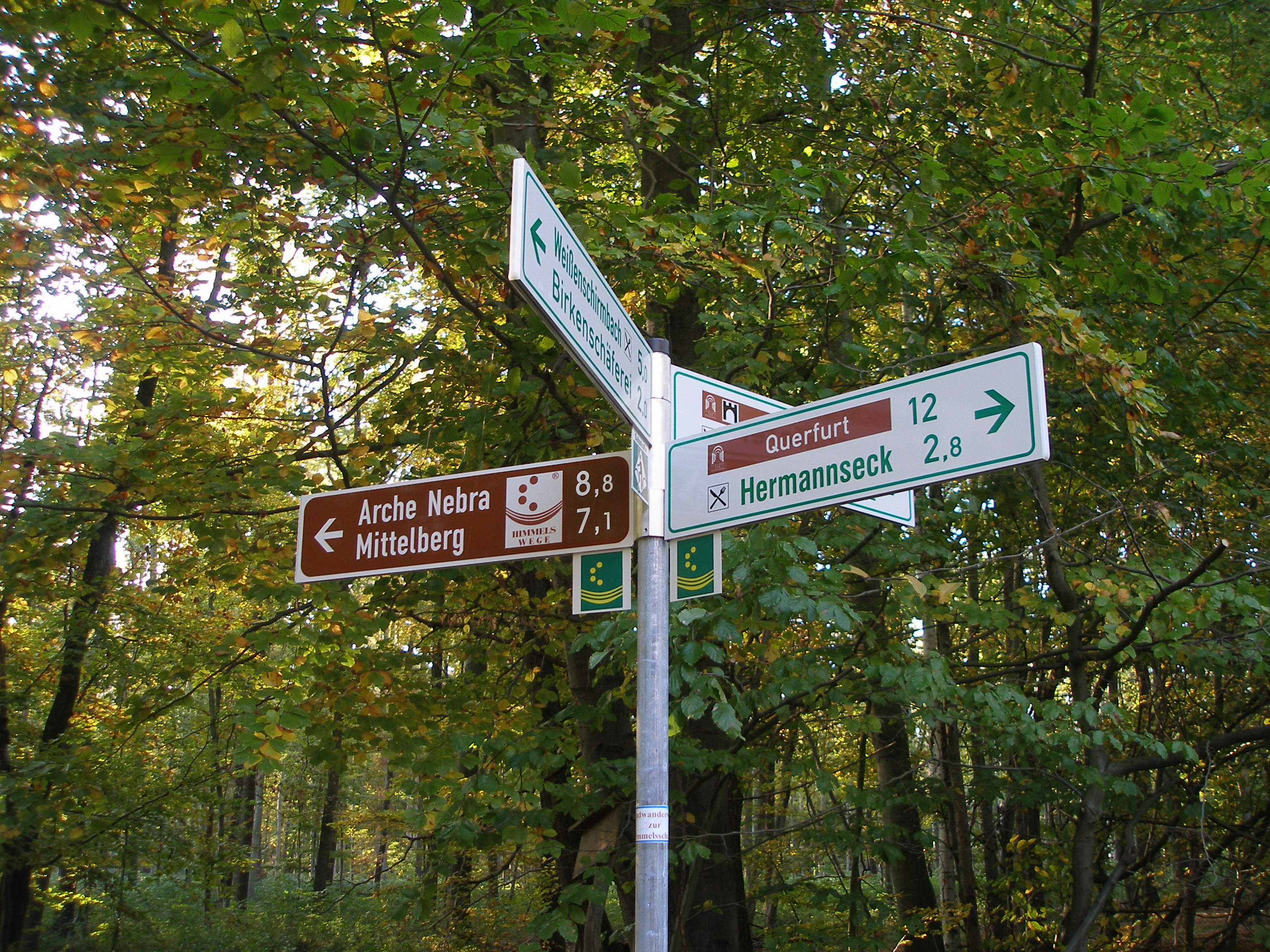
Wander-Wegweiser im Ziegelrodaer Forst

Der Flugplatz Allstedt am Nordwestrand war bis 1992 sowjetischer Militärflugplatz.